# Bădila, Argeș
Bădila (până în 1964, Secăturile) este un sat în comuna Valea Iașului din județul Argeș, Muntenia, România.